# Senhor de Sobral de Monte Agraço
Senhor de Sobral de Monte Agraço, por vezes simplificado em Sobral, é um título nobiliárquico criado por D. José I de Portugal, por Carta de 15 de Março de 1771, em favor de Joaquim Inácio da Cruz Sobral.
Titulares
1. Joaquim Inácio da Cruz Sobral, 1.º Senhor de Sobral de Monte Agraço;
2. Anselmo José da Cruz Sobral, 2.º Senhor de Sobral de Monte Agraço;
3. Sebastião António da Cruz Sobral, 3.º Senhor de Sobral de Monte Agraço;
4. Joana Maria da Cruz Sobral, 4.ª Senhora de Sobral de Monte Agraço, casada com Geraldo Venceslau Braamcamp de Almeida Castelo Branco, 4.º Senhor Consorte e 1.º Barão de Sobral.